# Calomyscus tsolovi
Calomyscus tsolovi es una especie de roedor de la familia Calomyscidae.

## Distribución geográfica
Es  endémica de Siria.